# Aziz Tamoyan
Aziz Amari Tamoyan (Armeens: Ազիզ Ամարի Թամոյան; Zovuni, 1 juli 1933 – Armenië, 2 januari 2021) was een Yezidi-leider en politicus. Hij vervulde jarenlang de functie van voorzitter van de Yezidi National Union in Armenië en later wereldwijd.

## Biografie en carrière
Tamoyan werd geboren op 1 juli 1933 in het dorp Amo (huidig Zovuni) in de regio Kotayk, Armenië. Op 30 september 1989 werd hij gekozen tot voorzitter van de National Union of Yazidis of the Republic of Armenia. In 1997 bekleedde hij tevens de functie van voorzitter van de National Union of Yazidis of the World. Daarmee leidde hij de organisatie ongeveer 33 jaar tot aan zijn overlijden.

## Activiteiten en impact
Tamoyan speelde een centrale rol in het mobiliseren van de Yezidi‑gemeenschap. Hij organiseerde onder andere een vrijwilligersdetachement van circa 500 Yezidi tijdens de Eerste Nagorno‑Karabach‑oorlog, vernoemd naar Jangir Agha. Daarbij regelde hij hulp bij de nasleep van dramatische gebeurtenissen zoals het aardbeving in Spitak in 1988.
Daarnaast was hij medestichter van een Yezidi‑krant en werkte hij mee aan schoolboeken voor Yezidi‑onderwijs. Hij schreef boeken over de geschiedenis en cultuur van de Yezidi, inclusief het Yezidi‑genocide onder het Ottomaanse Rijk en hun betrokkenheid bij nationale bevrijdingsbewegingen.
Zijn doel was het versterken van het nationale zelfbewustzijn van de Yezidi, hun taal, geschiedenis en religie.

## Overlijden en nalatenschap
Op 2 januari 2021 overleed Aziz Tamoyan op 83‑jarige leeftijd. Een Facebook‑bericht van de Yezidi‑gemeenschap in Armenië vermeldde dat hij zijn hele leven had gewijd aan het behoud van de Yezidi‑identiteit en de versterking van de Armeens‑Yezidi‑vriendschap.